# Склеротерапия
Склеротерапия — процедура, которая используется для лечения заболеваний сосудистой и лимфатической системы, а также сосудистых новообразований (сосудистая мальформация). 
Для этого в просвет сосуда вводят специальный препарат, который вызывает склеивание его стенок и в дальнейшем — рассасывание. В детском и подростковом возрасте этот метод используют в основном для лечения новообразований сосудистой и лимфатической систем, у взрослых чаще всего им лечат варикозное расширение вен и геморрой.
Впервые была применена в 1853 году французским хирургом Эдуардом Шассеньяком.
Склеротерапия в лечении варикоза не уступает по эффективности классической хирургии, уступая только современным методам — эндовенозной лазерной коагуляции, радиочастотной абляции. Этому способствовало появление и развитие «foam form» (пенной) склеротерапии, а также возможность введения препарата под контролем УЗИ или транслюминисцентной лампы (лампа для подсветки ретикулярных вен), что во много раз повысило эффективность лечения и снизило количество побочных эффектов.

## Историческая справка
Активное применение склеротерапии в лечении варикозного расширения вен насчитывает более 100 лет. Первое упоминание относят к 1682 году, когда Цолликофер (D. Zollikofer) ввёл кислоту в просвет вены с целью вызвать её тромбоз. Дебу (Debout) и Шассеньяк в 1853 году опубликовали независимо друг от друга материалы об успешном лечении варикоза путём внутривенного введения перхлора. Деграж (Desgranges) в 1860 году привёл данные об успешном лечении 16 пациентов при введении йода и танина. Но выраженность побочных эффектов от введения подобных препаратов практически остановило дальнейшее развитие склеротерапии, и на долгие годы оперативное лечение стало доминирующим в лечении варикоза. В начале XX века были единичные публикации об эффективности введения препаратов на основе ртути, но серьёзного влияния на развитие склеротерапии это не оказало.
В 1946 году был открыт тетрадецил сульфат (фибровейн), который с успехом используется до настоящего времени. Джордж Феган (George Fegan) в 1960 году сообщил об успешном лечении варикоза у 13 тыс. пациентов. В своей работе он отразил основные принципы техники успешной склеротерапии — точное введение препарата в просвет вены, достаточный по времени контакт препарата со стенкой вены, последующая эластичная компрессия. Все это приводит к преобладанию процесса склерозирования в венозной стенке над тромбозом. Эта методика была принята медицинским сообществом ведущих стран Европы.
Следующим шагом в развитии склеротерапии стало применение дуплексного ангиосканирования не только для диагностики сосудистых заболеваний, но и для контроля за введением препарата, а также оценки эффективности лечения. Найт (Knight) и Тибо (Thibault) активно пропагандировали проведение склеротерапии под УЗИ-контролем (эхо-склеротерапия). Работы по использованию пенной склеротерапии Кабреры (Cabrera) и Монфро (Monfreaux) вместе с методом её получения, разработанной Тессари (Tessari), являются основой для современной склеротерапии.

## Метод
Под непосредственным визуальным контролем или под контролем специального оборудования производится пункция вены. Выполняется аспирационная проба для подтверждения нахождения кончика иглы в просвете вены. После этого вводится склерозирующий препарат. Дозировка препарата, а также форма введения определяется специалистом-флебологом. Осуществляется экспозиция препарата и накладывается эластичная компрессия. Микросклеротерапия не требует эластичной компрессии. Введение препарата в просвет вены безболезненно. После сеанса склеротерапии необходима 40—60-минутная прогулка.
Считается эффективной склеротерапия магистральных вен (большой и малой подкожных) под ультразвуковым контролем. Использование разнообразного инструментального контроля за введением препарата, а также специального оборудования для введения позволяет выполнять прецизионную (точную) склеротерапию, что обеспечивает отличные результаты лечения.

## Виды
Существует несколько видов склеротерапии:
- компрессионная — классический вариант процедуры, сочетающий в себе фармакологическое воздействие склерозанта (например, натрия тетрадецилсульфат, полидоканол и другие) в форме жидкого раствора и компрессии. Применяется во флебологии.
- катетерная — направлена на устранение наиболее патогенетически значимых проявлений варикозной болезни и состоит в склерозировании ствола малой и большой подкожной вены, без операционного вмешательства и разрезов. Является альтернативой ЭВЛО. Применяется во флебологии.
- микропенная («Foam form») — техника, при которой в просвет вводится склерозирующий препарат в виде пены. Преимущество пенной формы заключается в лучшем контакте препарата и венозной стенки, так как площадь действующего вещества увеличивается, а также он не смешивается с кровью, что сохраняет эффективную концентрацию препарата. При правильном выполнении позволяет подвергнуть склерозированию вену любого калибра. Недостатком этого метода перед лазерным и радиочастотным является то, что стенки вен полностью не смыкаются, след от вены в виде заметного жгута остаётся на несколько месяцев. Применяется во флебологии и проктологии.[1]
- кавитационная — представляет собой склерозирование геморроидальных узлов в сочетании с ультразвуковой кавитацией для обеспечения более интенсивного и равномерного распространения лекарственных средств в зоне воздействия. Метод имеет высокий процент положительных результатов, а эффективность вмешательства зависит от стадии заболевания.[2] Применяется в проктологии  при безоперационном лечении хронического геморроя I-III степени.

## Клинические исследования
Пэдбёри (Padbury) и Бенвенисте (Benveniste) выявили, что «foam form»-эхо-склеротерапия была высокоэффективна при лечении рефлюкса по магистральным венам. Баррет (Barrett) отметил, что «foam form»-склеротерапия эффективна в лечении варикозных вен любого калибра, что приводит к улучшению качества жизни и, соответственно, удовлетворению пациентов.

## Осложнения
Такие осложнения, как тромбоз глубоких вен, аллергические реакции, некроз кожи, тромбофлебит при выполнении прецизионной склеротерапии практически не встречаются. Склерозирующий препарат, введенный точно в просвет вены, окружающие ткани не повреждает. Если же вещество введено паравазально, то это может привести к некрозам кожи. Это происходит при неправильном введении склерозанта в высокой концентрации.